# Funisciurus carruthersi
Funisciurus carruthersi е вид бозайник от семейство Катерицови (Sciuridae).

## Разпространение
Видът е разпространен в Бурунди, Демократична република Конго, Руанда и Уганда.